# Avoca (Nebraska)
Avoca – wieś w Stanach Zjednoczonych, w stanie Nebraska, w hrabstwie Cass.